# Philip Edeipo
Philip Edeipo (* 11. April 1986) ist ein nigerianischer Fußballspieler.

## Karriere
Philip Edeipo begann seine Karriere bei dem Bayelsa United in Nigeria. In der Saison 2008 stand er beim finnischen Verein Rovaniemen Palloseura unter Vertrag. Seine nächsten Stationen waren chinesische Vereine Qingdao Hailifeng und Shenyang Dongjin. Im Februar 2011 wechselte er zum kasachischen Erstligisten Qaisar Qysylorda und blieb dort bis 2013.